# Héraios

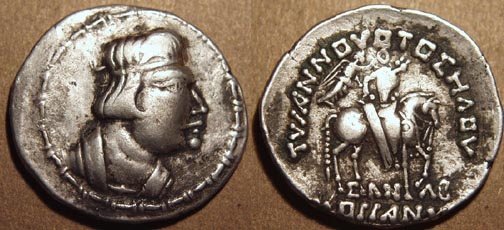
Tétradrachme d’argent du roi Héraios dans le style gréco-bactrien, avec un cavalier couronné par la déesse grecque de la victoire Niké.
Légende grecque : ΤΥΡΑΝΝΟΥΟΤΟΣ ΗΛΟΥ - ΣΑΝΑΒ - ΚΟϷϷΑΝΟΥ, « Le tyran Héraios, Sanav, des Kouchans ».

Héraios, appelé aussi Heraus ou Heraos, est un souverain Kouchan d'environ 1 à 30. Il fut probablement le premier des rois kouchans. Il fut peut-être un allié des Grecs, et partagea le même style de monnaies. Héraios fut probablement le père de Kujula Kadphisès.

## Le volume d'émission des tétradrachmes de Heraios
Parmi les pièces du premier trésor de tétradrachmes d'argent du roi Heraios trouvé dans le sud du Tadjikistan, sur le territoire central du district de Vakhsh, huit ont été frappées avec différents matrices. Ce fait a suggéré la conclusion que l'émission des tétradrachmes n'était pas un épisode accidentel et court, mais était une émission assez longue et abondante.